# James O. McKinsey
James Oscar McKinsey (4 tháng 6 năm 1889 – 30 tháng 11 năm 1937) là một nhà tư vấn quản trị người Mỹ, giáo sư kiểm toán tại Đại học Chicago, và là nhà sáng lập của McKinsey & Company. Ông cũng là Chủ tịch của Hiệp hội Quản trị Hoa Kỳ (AMA).